# Beckton Park (DLR)

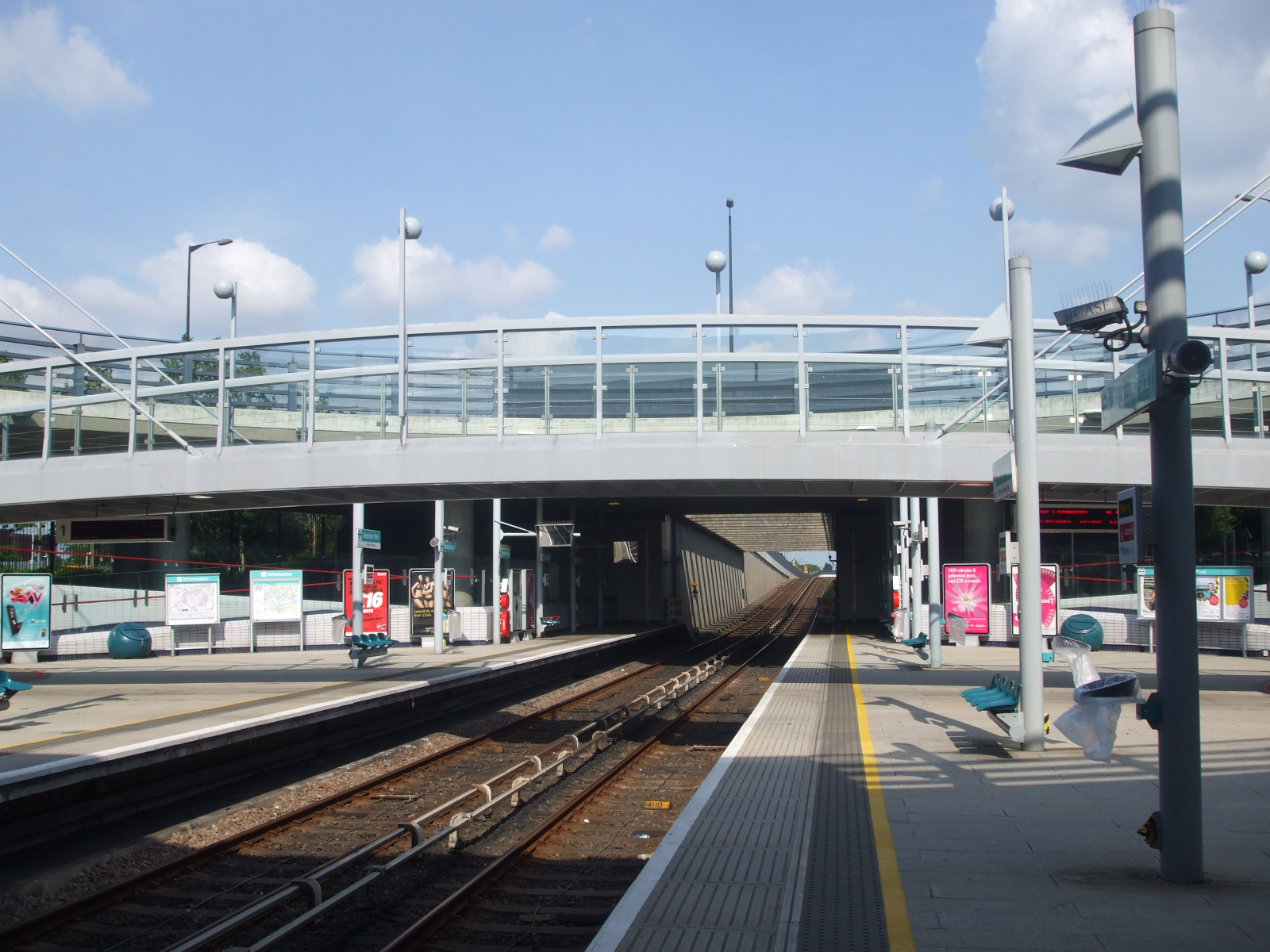
Station Beckton Park

Beckton Park ist eine Station der Docklands Light Railway (DLR) im Londoner Stadtbezirk London Borough of Newham. Sie liegt in der Travelcard-Tarifzone 3 am Royal Albert Way im Stadtteil Beckton. Auf der Südseite befindet sich der Royal Albert Dock.
Eröffnet wurde die Station am 28. März 1994, zusammen mit der Zweigstrecke in Richtung Beckton. Während der Hochblüte der Docklands befand sich fast am selben Standort ein Bahnhof namens Central. Er war am 3. August 1880 von der Eastern Counties and Thames Junction Railway erbaut worden und musste am 8. September 1940 aufgrund irreparabler Fliegerbomben-Schäden an der Strecke geschlossen werden.
Wie Cyprus weist auch die Station Beckton Park eine ungewöhnliche Bauweise auf. In diesem Abschnitt verläuft die Trasse der DLR auf dem Mittelstreifen einer mehrspurigen richtungsgetrennten Straße. Die Station liegt innerhalb eines großen Kreisverkehrs. Kurz davor steigt die Straße leicht an, während die Bahnstrecke leicht abfällt. Demzufolge befindet sich die Station in einem Einschnitt unter dem erhöhten Kreisverkehr. Der Zugang für Fußgänger erfolgt auf der Ebene dazwischen.